# Tahaan
Tahaan (hindi: तहान) to dramat indyjski z 2008 roku,  w reżyserii Santosha Sivana (Aśoka Wielki).  W roli głównej ośmioletni chłopiec, Purav Bhandare, którego oczyma widzimy ogarnięty wojną domową Kaszmir. W pozostałych rolach Anupam Kher, Sarika, Rahul Bose, Rahul Khanna i Victor Banerjee. Reżyser jest też autorem zdjęć.

## Fabuła
Tahaan, którego imię oznacza kogoś o dobrym sercu, to ośmioletni chłopiec (Purav Bhandare) z Kaszmiru. Jego życie wypełnia przyjaźń z osłem Birbalem, włóczenie się z nim po nie zawsze bezpiecznej  okolicy, rozmowy o życiu z dziadkiem (Victor Banerjee), pretensje siostry Zoyi (Sana Shaikh) i czułość niemej matki (Sarika). W domu od kilku lat brakuje ojca, a matka co pewien czas bywa wzywana na posterunek do identyfikacji zwłok zabitych bojowników kaszmirskich. Nie znajdując męża wśród martwych biega też ze zdjęciem pod więzienie pełna nadziei, że odnajdzie go choćby wśród uwięzionych. Śmierć dziadka i sprzedaż osła poszerzą świata Tahaana. Powędruje on za swoim osłem w góry. Wraz ze sprzedającym owoce Subhanem (Anupam Kher)i pomagającym mu w tym Zafarem (Rahul Bose). Pragnienie odzyskania osła połączy go też dramatycznie z losem kaszmirskiego bojownika Idreesa (Ankush Dubey)...

## Obsada
- Purav Bhandare – Tahaan
- Anupam Kher – Subhan
- Sarika – matka Tahaana
- Rahul Bose – Zafar
- Victor Banerjee – dziadek Tahaan
- Ankush Dubey – Idrees
- Sana Shaikh – siostra Tahaana
- Rahul Khanna